# Liste der Biografien/Valc
Liste der Biografien |
Portal Biografien |
Personensuche
# |
A |
B |
C |
D |
E |
F |
G |
H |
I |
J |
K |
L |
M |
N |
O |
P |
Q |
R |
S |
T |
U |
V |
W |
X |
Y |
Z |
?
 
Va |
Vd |
Ve |
Vh |
Vi |
Vj |
Vl |
Vn |
Vo |
Vr |
Vs |
Vt |
Vu |
Vy
 
Vaa |
Vab |
Vac |
Vad |
Vae |
Vaf |
Vag |
Vah |
Vai |
Vaj |
Vak |
Val |
Vam |
Van |
Vap |
Vaq |
Var |
Vas |
Vat |
Vau |
Vav |
Vaw |
Vax |
Vay |
Vaz
 
Vala |
Valb |
Valc |
Vald |
Vale |
Valf |
Valg |
Valh |
Vali |
Valj |
Valk |
Vall |
Valm |
Valn |
Valo |
Valp |
Valq |
Vals |
Valt |
Valu |
Valv |
Valy |
Valz
Die Liste der Biografien führt alle Personen auf, die in der deutschsprachigen Wikipedia einen Artikel haben. Dieses ist eine Teilliste mit 36 Einträgen von Personen, deren Namen mit den Buchstaben „Valc“ beginnt.

## Valc

### Valca
- Valčák, Patrik (* 1984), tschechischer Eishockeyspieler
- Valcárcel, Edgar (1932–2010), peruanischer Komponist
- Valcárcel, Ramón Luis (* 1954), spanischer Politiker (Partido Popular), MdEP
- Valcárcel, Teodoro (1900–1942), peruanischer Komponist
- Valcareggi, Ferruccio (1919–2005), italienischer Fußballspieler und -trainer
- Valcareggi, Massimiliano (* 1995), griechischer Skirennläufer

### Valce
- Valcepina, Arianna (* 1994), italienische Shorttrackerin
- Valcepina, Martina (* 1992), italienische Shorttrackerin

### Valci
- Valčić, Asja (* 1967), kroatische Cellistin, Arrangeurin und Komponistin
- Valčić, Josip (* 1984), kroatischer Handballspieler
- Valčić, Nevenko (1933–2007), jugoslawischer Radsportler
- Valčić, Silvano (* 1988), kroatischer Radrennfahrer
- Valčić, Tonči (* 1978), kroatischer Handballspieler und -trainer
- Valčík, Josef (1914–1942), tschechoslowakischer WiderstandskämpferJosef Valčík (1914–1942)

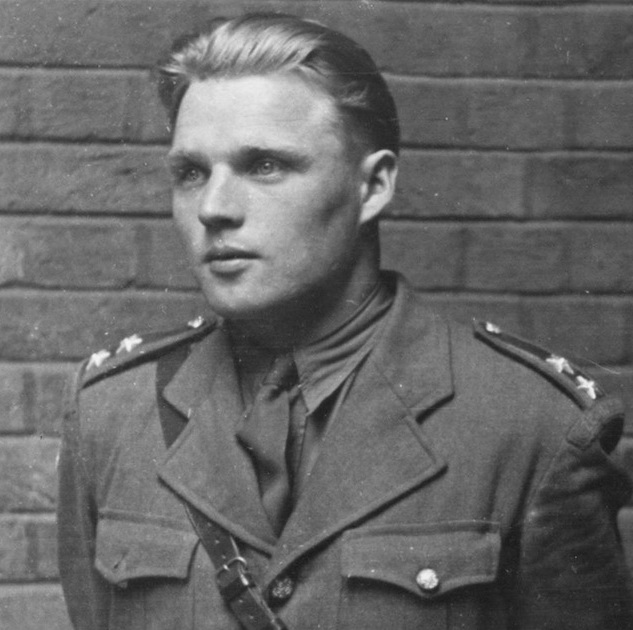
Josef Valčík (1914–1942)

- Valčiukaitė, Milda (* 1994), litauische Ruderin
- Valčiukas, Rimas (* 1958), litauischer Politiker (Seimas) und Polizeikommissar

### Valck
- Valcke, Jérôme (* 1960), französischer Manager und Fußballfunktionär
- Valcke, Louis (1857–1940), belgischer Soldat und Kolonialadministrator
- Valcke, Paul (1914–1980), belgischer Florettfechter
- Valckenaer, Lodewijk Caspar (1715–1785), niederländischer Klassischer Philologe
- Valckenberg, Cornelius (1815–1873), Landtagsabgeordneter Großherzogtum Hessen
- Valckenberg, Peter Joseph (1764–1837), Weinhändler und Bürgermeister von Worms
- Valckenberg, Wilhelm (1790–1847), Landtagsabgeordneter Großherzogtum Hessen
- Valckenberg, Wilhelm (1844–1914), deutscher Fabrikant und Landtagsabgeordneter
- Valckenborch, Lucas van, flämischer MalerLucas van Valckenborch

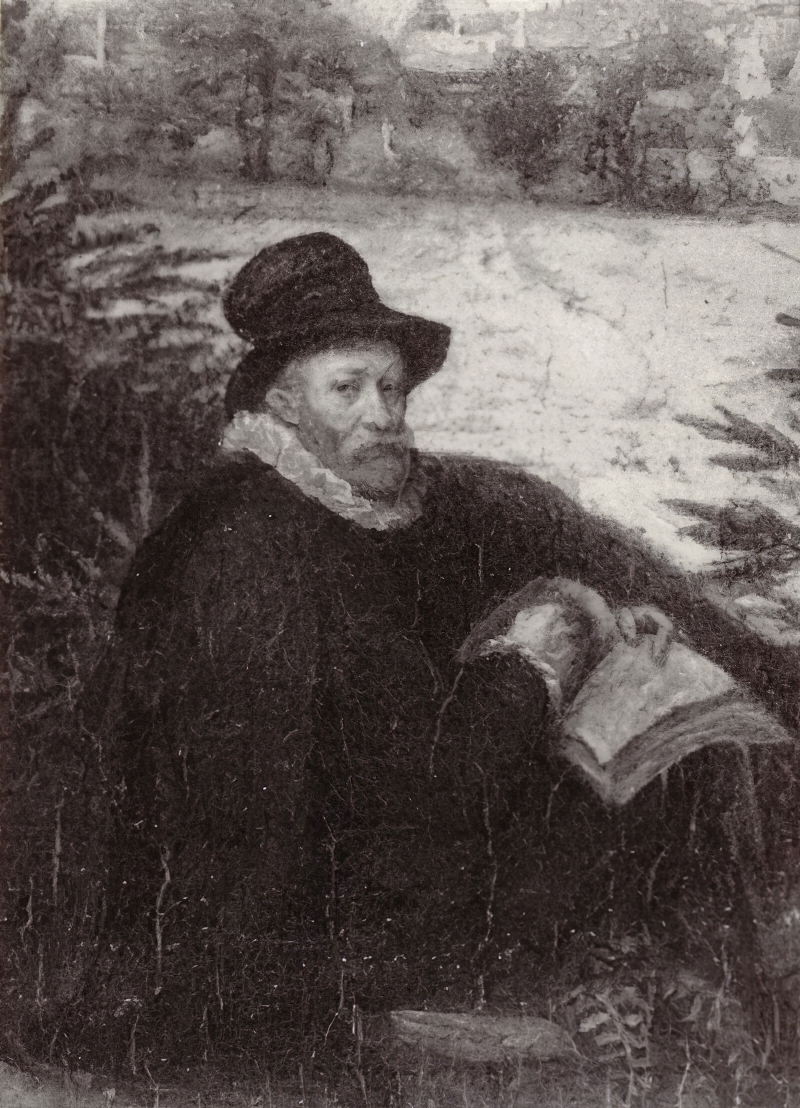
Lucas van Valckenborch

- Valckenburgh, Johan van († 1625), niederländischer Ingenieur und Festungsbaumeister
- Valckenier, Cornelis (1640–1700), Bürgermeister von Amsterdam, Direktor der Sozietät von Suriname, Admiral
- Valckenier, Gillis (1623–1680), Bürgermeister von Amsterdam
- Valckenier, Jan Gillisz (1522–1592), Kaufmann und niederländischer Gesandter in Dänemark und Holstein
- Valckenier, Pieter (1641–1712), niederländischer Jurist, Politiker und Diplomat
- Valckenier, Wouter (1589–1650), Bürgermeister von Amsterdam
- Valckenisse, Maria van (1605–1658), niederländische Mystikerin und Gründerin des Karmel von Oirschot
- Valckx, Stan (* 1963), niederländischer Fußballspieler

### Valco
- Valcourt, Bernard (* 1952), kanadischer Politiker, Unterhausmitglied, Bundesminister
- Valcourt, David P. (* 1951), US-amerikanischer Offizier, Generalleutnant der US-Army
- Valcourt, Javonya (* 2004), bahamaische Sprinterin